# Saint-Loup (Jura)
 Saint-Loup  es una población y comuna francesa, situada en la región del Franco Condado, departamento de Jura, en el distrito de Dole y cantón de Chemin.

## Demografía
| 295 | 277 | 257 | 263 | 263 | 279 |
| Para los censos de 1962 a 1999 la población legal corresponde a la población sin duplicidades (Fuente: INSEE [Consultar]) |     |     |     |     |     |